# Anthiini
Los antiinos (Anthiini) son una tribu de coleópteros adéfagos  de la familia Carabidae. 

## Géneros
Tiene los siguientes géneros:
- Anthia
- Atractonotus
- Baeoglossa
- Cycloloba
- Cypholoba
- Eccoptoptera
- Gonogenia
- Netrodera